# Ołena Owczynnikowa
Ołena "Lena" Serhijiwna Owczynnikowa (ukr. Оле́на Сергі́ївна Овчи́ннікова; ur. 22 kwietnia 1987 w Dniepropietrowsku) – ukraińska zawodniczka boksu tajskiego, kickboxingu oraz MMA, wielokrotna mistrzyni świata w kickboxingu i dyscyplinach pokrewnych m.in. ISKA, WKF czy WBC. Od 2016 związana z Bellator MMA.

## Osiągnięcia
Kickboxing / Muay Thai:
- 2007: Mistrzostwa Europy ISKA w formule low kick - 1. miejsce
- 2007: Mistrzostwa Europy ISKA w formule Muay Thai - 1. miejsce
- 2007: Mistrzostwa Europy ISKA w formule full contact - 2. miejsce
- 2008: Puchar Europy ISKA w Muay Thai - 2. miejsce
- 2008: amatorska mistrzyni WKA w formule K-1
- 2009: mistrzyni świata ISKA w formule K-1 (kat. 56,4 kg)
- 2009: Mistrzostwa Ukrainy IFMA - 2. miejsce
- 2010: mistrzyni WKF w formule K-1 (kat. 56,4 kg)
- 2010: mistrzyni WKF w formule Muay Thai (kat. 56,4 kg)
- 2011: Mistrzostwa Świata WPKA - 1. miejsce w formule lowkick
- 2011: mistrzyni świata WPKA w formule kowat alrami
- 2012: mistrzyni IKF w formule Muay Thai w wadze koguciej
- 2013: mistrzyni IKKC w formule Muay Thai
- 2014: mistrzyni świata WBC Muay Thai w wadze muszej
- 2015: mistrzyni Boxxtomoi w formule Muay Thai
- 2016: mistrzyni świata WKF w kat. 56 kg[1]

## Lista zawodowych walk MMA
| Wynik     | Bilans   | Przeciwnik          | Rozstrzygnięcie                             | Runda | Czas | Rozgrywki                                                     | Data       | Miejsce       | Uwagi                                                                                |
| --------- | -------- | ------------------- | ------------------------------------------- | ----- | ---- | ------------------------------------------------------------- | ---------- | ------------- | ------------------------------------------------------------------------------------ |
| Przegrana | 12-6 (1) | Kate Jackson        | TKO (przerwanie przez lekarza)              | 1     | 4:20 | Bellator London: Mousasi vs. Lovato Jr.                       | 22.06.2019 | Londyn        |                                                                                      |
| Przegrana | 12-5 (1) | Alejandra Lara      | Poddanie (duszenie zza pleców)              | 3     | 4:09 | Bellator 190                                                  | 9.12.2018  | Florencja     |                                                                                      |
| Wygrana   | 12-4 (1) | Helen Harper        | TKO (przerwanie przez narożnik)             | 2     | 5:00 | Bellator 177                                                  | 14.04.2017 | Budapeszt     |                                                                                      |
| Wygrana   | 11-4 (1) | Karla Benitez       | Decyzja (jednogłośna)                       | 3     | 5:00 | Bellator 164                                                  | 10.11.2016 | Tel Awiw-Jafa |                                                                                      |
| Nieodbyta | 10-4 (1) | Mara Romero Borella | No contest                                  | 3     | 5:00 | World MMA Cup 2016                                            | 13.05.2016 | Lwów          | zmiana werdyktu przez organizatorów ze zwycięstwa Owczynnikowej na nierozstrzygnięty |
| Przegrana | 10-4     | Rebecca Ruth        | Decyzja (jednogłośna)                       | 3     | 5:00 | Bellator 150                                                  | 26.02.2016 | Mulvane       |                                                                                      |
| Wygrana   | 10-3     | Svetlana Gotsyk     | Poddanie (duszenie zza pleców)              | 3     | 3:40 | WMMAF - World MMA Championship, Day 3                         | 18.10.2014 | Lwów          |                                                                                      |
| Przegrana | 9-3      | Lily Kazak          | KO (ciosy pięściami)                        | 2     | 0:41 | Oplot Challenge 92                                            | 12.12.2013 | Charków       |                                                                                      |
| Wygrana   | 9-2      | Fathia Mostafa      | Poddanie (duszenie gilotynowe)              | 1     | 3:36 | Super Fight League 16                                         | 26.04.2013 | Mumbaj        |                                                                                      |
| Przegrana | 8-2      | Joanne Calderwood   | Decyzja (jednogłośna)                       | 3     | 5:00 | Super Fight League 3                                          | 6.05.2012  | Nowe Delhi    |                                                                                      |
| Przegrana | 8-1      | Sanja Sučević       | Poddanie (duszenie zza pleców)              | 2     | 2:28 | Super Fight League 1                                          | 11.03.2012 | Mumbaj        |                                                                                      |
| Wygrana   | 8-0      | Eugenia Kostina     | Poddanie (dźwignia prosta na staw łokciowy) | 1     | 3:26 | PAMAU: President's Cup                                        | 3.09.2011  | Mariupol      |                                                                                      |
| Wygrana   | 7-0      | Lyudmyla Pylypchak  | Poddanie (dźwignia prosta na staw łokciowy) | 3     | 1:01 | Independence Cup 2011                                         | 19.08.2011 | Lwów          |                                                                                      |
| Wygrana   | 6-0      | Anna Smirnova       | Poddanie (dźwignia prosta na staw łokciowy) | 1     | 4:12 | International Gala Festival                                   | 23.08.2009 | Truskawiec    |                                                                                      |
| Wygrana   | 5-0      | Alina Premilou      | Poddanie (dźwignia prosta na staw łokciowy) | 1     | 4:01 | Ultimate Cage Fighters Championship: 20,000 Dollar Tournament | 4.04.2009  | Wiedeń        |                                                                                      |
| Wygrana   | 4-0      | Olga Prybulska      | Poddanie (dźwignia prosta na staw łokciowy) | 2     | 2:20 | International Gala Festival                                   | 7.07.2008  | Homel         |                                                                                      |
| Wygrana   | 3-0      | Olga Prybulska      | Decyzja (jednogłośna)                       | 3     | 5:00 | ISKA: Europe Cup 2008                                         | 12.04.2008 | Kijów         |                                                                                      |
| Wygrana   | 2-0      | Anna Zubritska      | Poddanie (dźwignia prosta na staw łokciowy) | 3     | 4:50 | ISKA: Union Cup 2007                                          | 14.09.2007 | Kijów         |                                                                                      |
| Wygrana   | 1-0      | Svetlana            | Decyzja (jednogłośna)                       | 3     | 5:00 | International Gala Festival                                   | 9.09.2006  | Kijów         |                                                                                      |